# Hanöbucht
Koordinaten: 55° 51′ 0″ N, 14° 20′ 0″ O

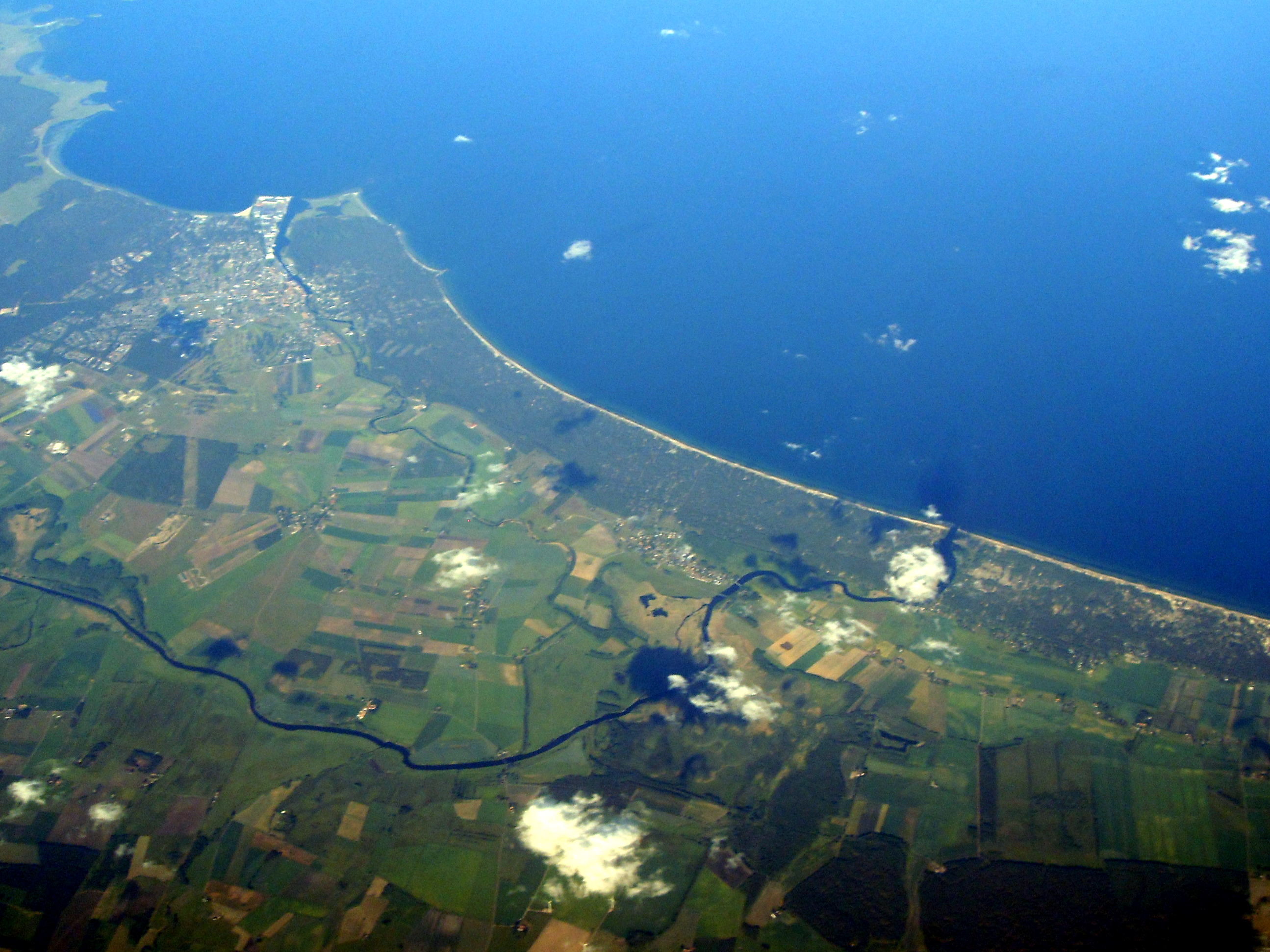
Luftbild, links Åhus, rechts die Mündung des Helge å

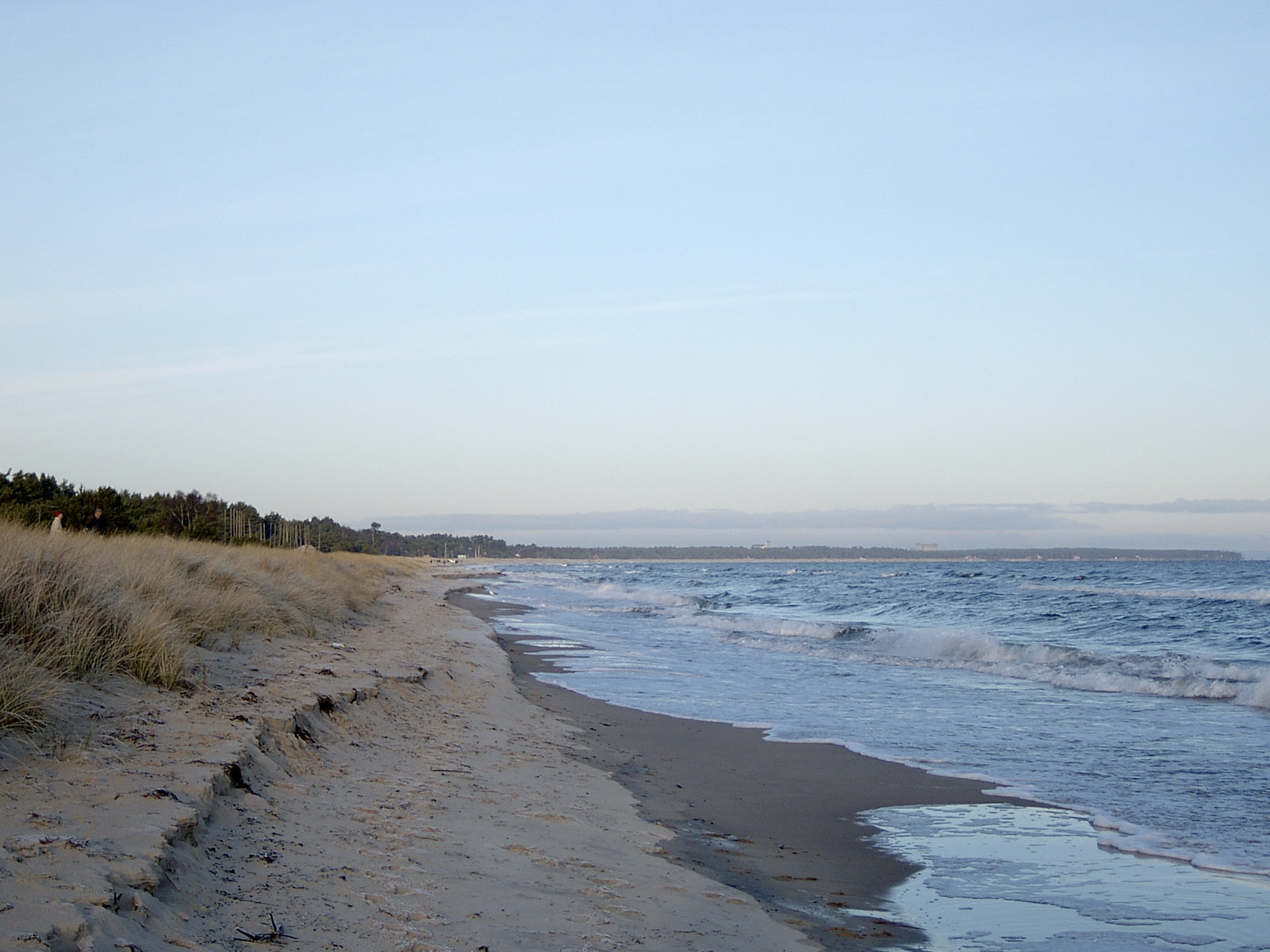
Hanöbucht von Yngsjö aus, Blick auf Åhus.

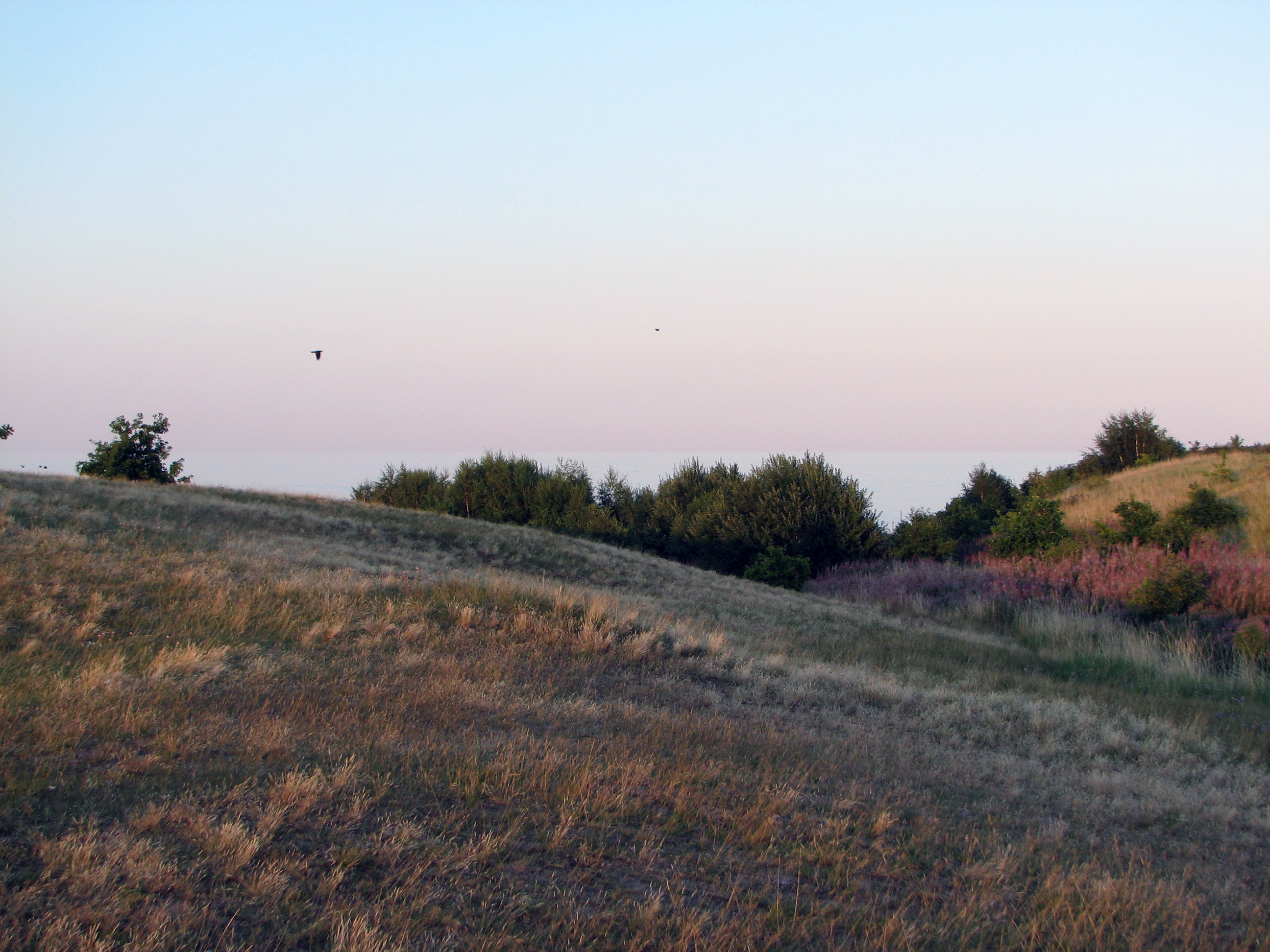
Hanöbucht bei Kivik.

Die Hanöbucht (schwedisch Hanöbukten) ist eine Bucht an der Ostseeküste der schwedischen Provinzen Skåne län und Blekinge län. Der Name Hanöbukten stammt von der kleinen Insel Hanö, die sich im Meer vor der Halbinsel Listerlandet befindet.
Die Bucht erstreckt sich von Listerlandet im Norden bis zum Stenshuvud und der Insel Bornholm im Süden; die wichtigsten Hafenstädte an der Hanöbucht sind Sölvesborg, Åhus und Kivik. Entlang der Hanöbucht erstreckt sich von Åhus bis Julleboda im Süden eine ungefähr 20 Kilometer lange Dünenlandschaft mit einem langen Sandstrand, der gut zum Baden geeignet ist. Die Region an der Bucht ist daher touristisch geprägt. Bei Ost- oder Südwind wird das Wasser kälter, da kalte Strömungen aus der Tiefe nach oben getrieben werden.
In die Hanöbucht münden die Flüsse Helge å, Skräbeån, Julebodaån und Verkaån. Die größte Tiefe der Hanöbucht beträgt über 60 Meter. Die Salinität (Salzgehalt) beträgt ungefähr 7,5 im flacheren bis 13 Promille im tieferen Wasser.
Der Fischfang konzentriert sich unter anderem auf Hering und Kabeljau. Eine besonders wichtige Rolle spielt der Aal, der oft auch direkt an der Küste geräuchert wird. Die Ostküste Schonens, zumal diejenige entlang der Hanöbucht mit ihrem Zentrum Åhus, wird deshalb auch Aalküste (Ålakusten) genannt.